# Parides orellana
Parides orellana är en fjärilsart som först beskrevs av William Chapman Hewitson 1852.  Parides orellana ingår i släktet Parides och familjen riddarfjärilar. Inga underarter finns listade i Catalogue of Life.

## Bildgalleri

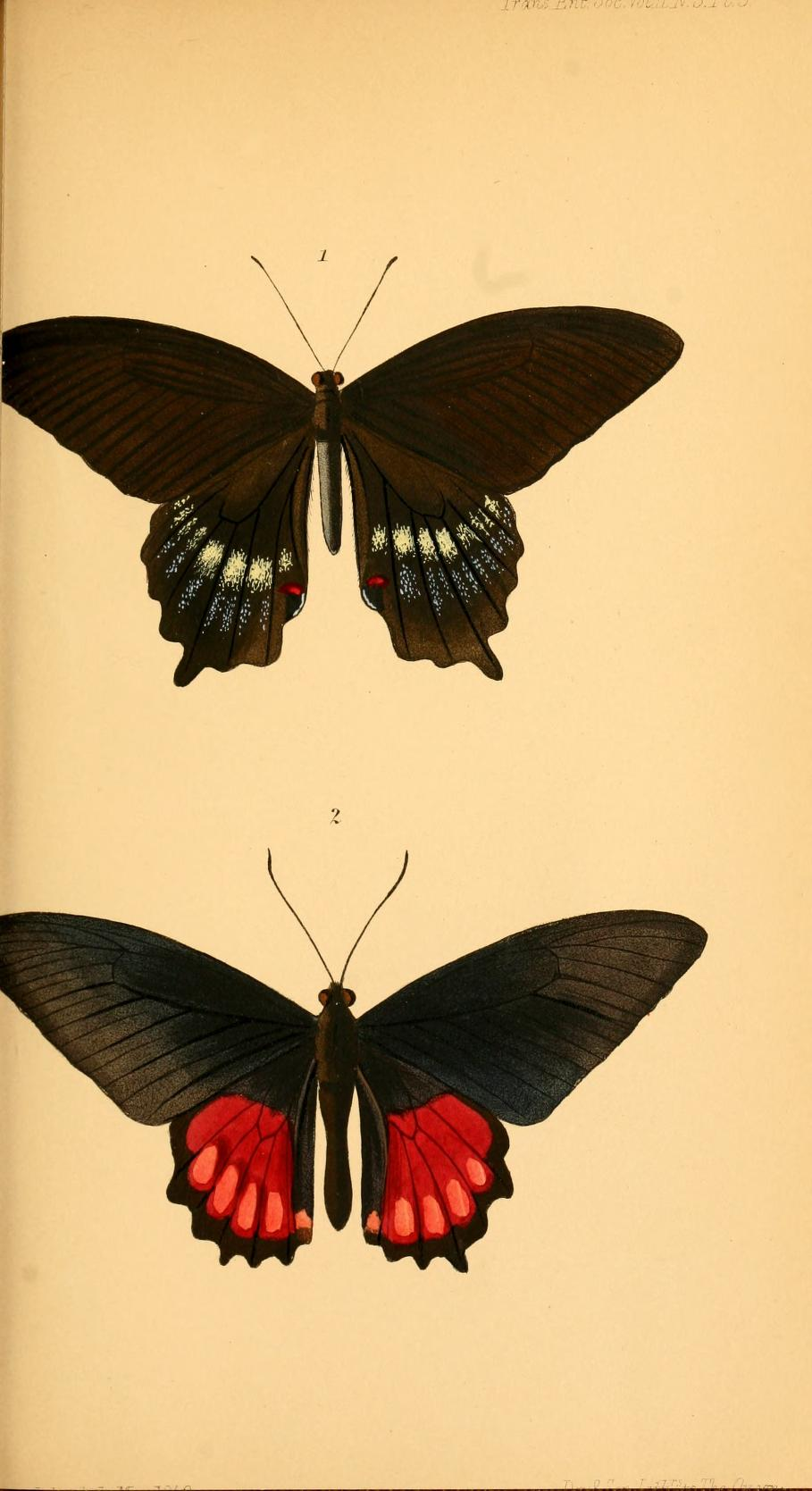